# Xian de Shunchang
Le xian de Shunchang (顺昌县 ; pinyin : Shùnchāng Xiàn) est un district administratif de la province du Fujian en Chine. Il est placé sous la juridiction de la ville-préfecture de Nanping.

## Démographie
La population du district était de 241 662 habitants en 1999.